# Oclusiva labio-alveolar sonora
La oclusiva labial-alveolar sonora es un tipo de sonido consonántico utilizado en algunas lenguas habladas. Es una [ d ] y una [ b ] pronunciadas simultáneamente. El símbolo en el Alfabeto Fonético Internacional que representa este sonido es ⟨d͡b⟩ .

## Características
- Su modo de articulación es oclusiva , lo que significa que se produce obstruyendo el flujo de aire en el tracto vocal. Dado que la consonante también es oral, sin salida nasal , el flujo de aire se bloquea por completo y la consonante es oclusiva.
- Su punto de articulación es labio-alveolar, lo que significa que se articula simultáneamente con la parte anterior de la lengua contra el reborde alveolar y los labios .
- Su fonación es sonora, lo que significa que se produce con vibraciones de las cuerdas vocales.
- Es una consonante oral, lo que significa que el aire puede escapar únicamente por la boca.
- Es una consonante central, lo que significa que se produce dirigiendo la corriente de aire a lo largo del centro de la lengua, en lugar de hacia los lados.
- El mecanismo de la corriente de aire es pulmonar , lo que significa que se articula empujando el aire únicamente con los músculos intercostales y el diafragma , como en la mayoría de los sonidos.

## Ocurre en
| Idioma  | Palabra               | AFI                   | Significado           | Notas                                                                 |
| ------- | --------------------- | --------------------- | --------------------- | --------------------------------------------------------------------- |
| Abjasio | [ ejemplo requerido ] | [ ejemplo requerido ] | [ ejemplo requerido ] | En variación libre con [dʷ]; contrasta /t͡pʰ, d͡b, t͡pʼ/.                |
| Ubijé   | [ ejemplo requerido ] | [ ejemplo requerido ] | [ ejemplo requerido ] | Estaba en variación libre con [dʷ] y [d͡ʙ]; contrastado /t͡p, d͡b, t͡pʼ/. |